# 交響曲第1番 (シマノフスキ)
交響曲第1番 ヘ短調 作品15（ポーランド語: I Symfonia f-moll op. 15）は、カロル・シマノフスキが1907年に作曲した交響曲。

## 概要
1906年から1907年にかけて書かれた。当初は3楽章構成のつもりで作曲していたが、第2楽章は完成しなかったので、第1、3楽章のみしか演奏されない。この曲は評価されることなく消えていき、シマノフスキ自身も成功しなかったとみなしている。
第1楽章は、悲劇的アレグロ（Allegro pathétique）。1906年7月11日付のアンナ・マリア・クレフニオフスカへの手紙で次のように書いている。
第2楽章はスケッチを書いたもののオーケストレーションされず、現在では詳細は全く不明である。第3楽章はアレグレット・コン・モート・グラツィオーソ（Allegretto con moto grazioso）。交響曲の作曲は第3楽章から始められたと推測されている。シマノフスキは「非常に軽快な着想」として第3楽章を好んでいた。
1909年3月26日にワルシャワ国立フィルハーモニー管弦楽団で、シマノフスキの死後の1938年10月6日にポーランド放送で、いずれもグジェゴシュ・フィテルベルクの指揮で演奏された。

### 書籍
- 日本シマノフスキ協会 編『シマノフスキ 人と作品』春秋社、1991年5月20日。ISBN 9784393931097。

### オンラインの情報源
- “I Symfonia f-moll op. 15” (ポーランド語).  ワルシャワ大学. 2019年4月14日時点のオリジナルよりアーカイブ。2022年5月9日閲覧。
- “Symphony No. 1 in F minor Op. 15 - Karol Szymanowski” (英語).   Culture.pl. 2022年5月9日閲覧。